# Länsväg X 509
Länsväg X 509 är en övrig länsväg i Gävleborgs län som går mellan Länsväg 272 vid byn Alderhulten i Sandvikens kommun och Trafikplats 197 Gävle Södra vid E4 i södra Gävle i Gävle kommun. Vägen är 51 kilometer lång, asfalterad och passerar bland annat tätorten Hedesunda.
Hastighetsgränsen är 70 kilometer per timme mellan Alderhulten och Hedesunda, därefter i huvudsak 80, förutom kortare sträckor genom Hedesunda, Ölbo och Hästbo samt närmast Gävle där den är 60. Genom Hedesunda centrum är den 50.
Mellan Alderhulten och Hedesunda heter vägen Vinnersjövägen, därefter mellan Hedesunda och Hästbo heter den Ölbovägen och sedan mellan Hästbo och Gävle heter den Skogmursvägen. Sista sträckan fram till E4 utgör den en del av Spängersleden.
Delen mellan Hedesunda och Gävle var tidigare en del av länsväg 254.
Vägen ansluter till:
- Länsväg 272 (vid Alderhulten)
- Riksväg 56 (vid Hedesunda)
- Länsväg X 507 (vid Brunn)
- Länsväg X 504 (vid Finnböle)
- Länsväg X 531 (vid Hästbo)
- Europaväg 4 (vid Trafikplats Gävle Södra)
- Riksväg 76 (vid Trafikplats Gävle Södra)